# Arctosa mulani
Arctosa mulani är en spindelart som först beskrevs av Sarah Creecie Dyal 1935.  Arctosa mulani ingår i släktet Arctosa och familjen vargspindlar. Inga underarter finns listade i Catalogue of Life.